# Sunčeva baklja
Sunčeva baklja (engl. solar flare) je velika eksplozija u Sunčevoj atmosferi, koja može osloboditi oko 6 × 1025 džula energije što je oko šestine ukupne energije koju Sunce izrači svake sekunde).
Sunčeve baklje utječu na sve slojeve Sunčeve atmosfere – griju plazmu korone do 10 milijuna kelvina i ubrzavaju elektrone, protone i teške ione do relativističkih brzina. Stvaraju elektromagnetsko zračenje na svim valnim duljinama, od radio valova do gama-zračenja.
Većina Sunčevih baklji se pojavljuje u aktivnim područjima oko Sunčevih pjega, gdje snažno magnetsko polje prolazi fotosferu i povezuje se s koronom. Prijenos energije je trajanje reda veličine minute. Posebno snažne Sunčeve baklje mogu uzrokovati koronalne izbačaje masa.
Odaslano rentgensko i ultraljubičasto zračenje koje pogodi Zemljinu ionosferu ometa veliki opseg radio-komunikacija. Izravne emisije Sunčevih baklji na decimetarskim valnim duljinama mogu ometati rad radara i ostalih uređaja koji rade na tim frekvencijama. 
Sunčeve baklje su prvi otkrili Richard Christopher Carrington i neovisno Richard Hodgson 1859. Sunčeve baklje su viđene i na nekim drugim zvijezdama. 
Učestalost pojavljivanja Sunčevih baklji je različita, od nekoliko na dan kada je Sunce najaktivnije, pri čemu one učestalo prate aktivne regije bogate Sunčevim pjegama, pa sve do jedne na tjedan u razdoblju Sunčevog minimuma. Male baklje su češće od velikih.
Sunčeve baklje zbog svoje ekstremne energije i snage nisu lako zamjetne u svjetlosnom spektru, no lako se detektiraju uređajima koji prate ekstremno UV-zračenje i rentgensko zračenje.

## Uzrok
Znanstvenici smatraju da Sunčeve baklje nastaju zbog pojave ponovnog magnetskog povezivanja (engl. magnetic reconnection). To se događa kada se promijene magnetske linije dva magnetska polja suprotnog smjera u trenutku povezivanja. Ta promjena je povezana s oslobađanjem energije iz osnovnog magnetskog polja u unutrašnjosti Sunca.

## Podjela
Sunčeve baklje se dijele na A, B, C, M ili X, prema vršnom toku energije (W/m2), kada se mjeri rentgenskim valne duljine 0,1 do 0,8 nm iz blizine Zemlje, kao npr. s letjelice GOES. Svaka klasa ima vršni tok energije deset puta veći od prethodnog, dok klasa X ima vršni tok energije 10 − 4 W/m2. Unutar klasa je podjela od 1 do 9. Primjerice klasa X2 je dva puta snažnija od X1. Najsnažnije klase, M i X, često su povezane s različitim smetnjama u Zemljinoj ionosferi.

## Opasnosti
Sunčeve baklje imaju snažan utjecaj na prognozu svemirskog vremena u blizini Zemlje. Mogu izazvati koronalno izbacivanje mase. Te čestice mogu poremetiti rad računala na svemirskim letjelicama, a ljudskoj posadi dati opasne količine ionizirajućeg zračenja.
Neke valne duljine rentgenskog zračenja mogu povećati ionizaciju u gornjoj Zemljinoj atmosferi, koja može ometati kratkovalne radio komunikacije. Osim toga, mogu i dodatno zagrijati vanjsku atmosferu zbog čega ona poveća volumen i jače obuhvati umjetne satelite u niskoj Zemljinoj orbiti pri čemu gube više brzine i lakše gube na visini. Svemirskim letjelicama koje nemaju mogućnost ponovnog ubrzavanja to smanjuje orbitalni životni vijek. Energetske čestice utječu i na stvaranje polarne svjetlosti.

## Primjeri velikih Sunčevih baklji
Najsnažnija Sunčeva baklja u posljednjih nekoliko stotina godina je bila 1. rujna 1859., koju je promatrao britanski astronom Richard Carrington. Ona je bila vidljiva golim okom i stvorila je polarnu svjetlost, koja se vidjela čak na Kubi i Havajima. Poremećaj elektroenergetske mreže kojeg je izazvala električnom indukcijom izazvala je požar na nekim telegrafskim sustavima. Ova baklja je ostavila tragove i u ledu na Grenlandu, u obliku nitrata i berilija-10, koji se mogu mjeriti i danas.
U novije vrijeme, najsnažnija Sunčeva baklja je izmjerena 4. studenog 2003. (u početku klasificirana kao X28, a kasnije i X45). Prije nje je izmjerena 2. travnja 2001., X20.

## Prognoza
Prognozirati pojavu Sunčevih baklji je vrlo teško jer nisu poznati njihovi jasni predznaci, no postoji korelacija s učestalošću pojave aktivnih područja, odnosno Sunčevih pjega, fakula i flokula. 
Američka ustanova U.S. National Oceanic and Atmospheric Administration (NOAA) daje prognozu mogućih pojava baklji za 1-2 dana unaprijed.. 

## Vanjske poveznice
- Solar Cycle 24 and VHF Aurora Website (www.solarcycle24.com)
- Solar Weather Site
- Early BBC report on the November 4, 2003 flare
- Archive of the most severe solar storms